# Dębówiec-Towarzystwo
Dębówiec-Towarzystwo – wieś w Polsce, w województwie wielkopolskim, w powiecie konińskim, w gminie Wilczyn.
Do 2023 miejscowość była częścią wsi Dębówiec.
W latach 1975–1998 Dębówiec-Towarzystwo administracyjnie należało do województwa konińskiego.